# エンリケ・アブランシェス
エンリケ・アブランシェス（Henrique Abranches/Enrique Abranches、ポルトガル共和国リスボン、1932年9月29日 - 2004年8月8日）とはアンゴラの作家、人類学者である
。

## 受賞歴
- 国民文学賞(1981) Konkhava de Féti.
- 国民文学賞(1988) O Clã de Novembrino

## 脚註
1. ↑  Editorial Caminho - Henrique Abranches